# 울리히 뇌텐
울리히 뇌텐(독일어: Ulrich Noethen, 1959년 11월 18일 ~ )은 독일의 배우이다.